# Aeroportul Chokurdakh
Aeroportul Chokurdakh (IATA: CKH, ICAO: UESO) este un aeroport din Rusia ce deservește zona Ciokurdah⁠(d). Aeroportul a fost tranzitat în 2017 de 6.592 de pasageri. A fost numit după zona deservită.
Situat la o altitudine de 46 m, aeroportul dispune de 1 pistă.

## Infrastructură

### Piste
Aeroportul dispune de o singură pistă. Pista 08/26 are suprafața de asfalt. 